# Dipterocarpus insignis
Espèce
Classification phylogénétique
Statut de conservation UICN

 CR A1bcd, B1+2c : 
En danger critique
Dipterocarpus  insignis est un grand arbre sempervirent du Sri Lanka, appartenant à la famille des Diptérocarpacées.

## Répartition
Endémique au Sri Lanka.

## Préservation
Un projet de réserve a été proposé pour la préservation de l'espèce.